# اسم المورد الموحد
اسم المورد الموحد ( URN ) هو نوع من معرف مورد موحد (URI) يستخدم المخطط "urn". وتتميز مُعرّفات URN بكونها معرّفات دائمة وفريدة على مستوى العالم، ويتم تعيينها ضمن مساحات أسماء محددة، مما يضمن بقاءها متاحة لفترة طويلة، حتى لو توقف المورد الذي تُشير إليه عن الوجود أو أصبح غير متاح. لا يمكن استخدام URNs لتحديد موقع عنصر بشكل مباشر، كما أنها ليست بالضرورة قابلة للحل، فهي ببساطة قوالب يمكن لبرنامج تحليل آخر استخدامها للعثور على المورد المطلوب.

## عناوين URI وURN وعناوين URL
صُممت أسماء الموارد الموحدة (URNs) في الأصل لتكون مكونًا من ثلاثة أجزاء في بنية معلومات الإنترنت، إلى جانب محددات الموارد الموحدة (URLs) وخصائص الموارد الموحدة (URCs)، والتي تمثل إطارًاللبيانات الوصفية . وكما هو موضح في وثيقة RFC 1737 [1] ولاحقًا في RFC 2141 ، فقد تم التمييز بين URNs وعناوين URL، حيث تحدد الأخيرة الموارد من خلال تحديد مواقعها ضمن سياق بروتوكول وصول معين، مثل HTTP أو FTP. وعلى النقيض من ذلك، صُممت URNs لتكون مُعرّفات دائمة ومستقلة عن الموقع، يتم تعيينها ضمن مساحات أسماء محددة، وعادةً بواسطة جهة مسؤولة عن تلك المساحة، بحيث تكون فريدة ومستمرة عالميًا لفترات طويلة، حتى بعد توقف المورد الذي تُشير إليه عن الوجود أو أصبح غير متاح. 
لم تتجاوز خصائص الموارد الموحدة (URCs) مرحلة التصميم النظري،  وحلت محلها لاحقًا تقنيات أخرى مثل إطار وصف الموارد (RDF). ومنذ صدور وثيقة RFC 3986 في عام 2005، توقف استخدام مصطلحي "اسم المورد الموحد" (URN) و"محدد الموارد الموحد" (URL) في المعايير التقنية الرسمية لصالح المصطلح الأشمل "معرف الموارد الموحد" (URI)، الذي يضم كلا المفهومين. وقد سبق اقتراح هذا الرأي من قبل فريق عمل مشترك بين اتحاد شبكة الويب العالمية (W3C) وفريق هندسة الإنترنت (IETF) في عام 2001. 
لم تتجاوز خصائص الموارد الموحدة (URCs) مرحلة التصميم النظري، وحلت محلها لاحقًا تقنيات أخرى مثل إطار وصف الموارد (RDF). ومنذ صدور وثيقة RFC 3986 في عام 2005، توقف استخدام مصطلحي "اسم المورد الموحد" (URN) و"محدد الموارد الموحد" (URL) في المعايير التقنية الرسمية لصالح المصطلح الأشمل "معرف الموارد الموحد" (URI)، الذي يضم كلا المفهومين. وقد سبق اقتراح هذا الرأي من قبل فريق عمل مشترك بين اتحاد شبكة الويب العالمية (W3C) وفريق هندسة الإنترنت (IETF) في عام 2001.
في "الوجهة النظر المعاصرة"، كما يُطلق عليها، فإن جميع عناوين URI تُعرّف الموارد أو تسميها، وربما بشكل فريد ودائم. بعض هذه العناوين تعمل أيضًا كمُحدّدات يمكن الوصول إليها باستخدام بروتوكول محدد لتمثيل الموارد.
لا تُعد عناوين URI الأخرى محددات مواقع وقد لا تكون قابلة للحل بالضرورة ضمن الأنظمة التي توجد بها. يمكن لهذه العناوين أن تعمل كأسماء أو مُعرّفات للموارد. ونظرًا لأن الموارد قد تنتقل من مكان لآخر، فمن المرجح أن تظل المُعرّفات المجردة التي ليست محددات مواقع ولا ترتبط بمواقع معينة فريدة ودائمة بمرور الوقت أكثر من المُعرّفات التي تمثل محددات مواقع. ومع ذلك، فإن إمكانية حل URI تعتمد على العديد من التفاصيل التشغيلية والعملية، بغض النظر عما إذا كان يُطلق عليها "اسمًا" أو "محدد موقع". وفي النظرة المعاصرة، لا يوجد تمييز واضح بين "الأسماء" و "المواقع".
بناءً على هذا المنظور، لم يعد التمييز بين مُعرّفات الموارد الموحدة (URNs) ومحدّدات الموارد الموحدة (URLs) مستخدمًا في المعايير التقنية الرسمية الصادرة عن لفريق هندسة الإنترنت (IETF)، على الرغم من أن المصطلح الأخير، URL، لا يزال شائع الاستخدام بشكل غير رسمي.
يُستخدم مصطلح "URN" حاليًا للإشارة إلى واحد من أكثر من مائة "مخطط" URI، مثل "urn:"، إلى جانب مخططات أخرى مثل "http:" و "ftp:" وغيرها. عناوين URI التي تستخدم مخطط "urn:" لا تمثل مواقع، ولا يلزم ربطها ببروتوكول معين أو طريقة وصول، كما أنها ليست بالضرورة قابلة للحل. يجب تعيين هذه العناوين من خلال عملية تضمن بشكل ما فرادتها واستمراريتها في تحديد نفس المورد لفترة طويلة. بعض مساحات الأسماء ضمن مخطط "urn:"، مثل "urn:uuid:"، تقوم بتعيين معرفات بطريقة لا تتطلب سلطة تسجيل مركزية، ولكن معظمها يحتاج إلى ذلك. مثال على مساحة اسم URN نموذجية هو "urn:isbn" لأرقام الكتب القياسية الدولية. هذا الرأي ما زال سائدًا في وثيقة RFC 8141 (عام 2017). 
توجد مخططات URI أخرى، مثل "tag:" و "توجد مخططات URI أخرى، مثل "tag:" و "info:" (الذي قل استخدامه بشكل كبير الآن)، و "ni:" ، وهي تشبه مخطط "urn:" في كونها مُعرّفات وليست مرتبطة ببروتوكولات دقة أو وصول محددة.
:" (الذي قل استخدامه بشكل كبير الآن)، و "ni:" [1]، وهي تشبه مخطط "urn:" في كونها مُعرّفات وليست مرتبطة ببروتوكولات دقة أو وصول محددة.

## بناء الجملة
يُعرَض بناء جملة مُعرّف الموارد الموحد الخاص (URN) والمُحدد بـ "urn:" في نموذج Backus–Naur الموسع (EBNF) بالشكل التالي:  
```
namestring
    
=
 
assigned-name

                
[
 
rq-components
 
]

                
[
 
"#"
 
f-component
 
]

assigned-name
 
=
 
"urn"
 
":"
 
NID
 
":"
 
NSS

NID
           
=
 
(
alphanum
)
 
0*30
(
ldh
)
 
(
alphanum
)

ldh
           
=
 
alphanum
 
/
 
"-"

NSS
           
=
 
pchar
 
*
(
pchar
 
/
 
"/"
)

rq-components
 
=
 
[
 
"?+"
 
r-component
 
]

                
[
 
"?="
 
q-component
 
]

r-component
   
=
 
pchar
 
*
(
 
pchar
 
/
 
"/"
 
/
 
"?"
 
)

q-component
   
=
 
pchar
 
*
(
 
pchar
 
/
 
"/"
 
/
 
"?"
 
)

f-component
   
=
 
fragment

; general URI syntax rules (RFC3986)

fragment
      
=
 
*
(
 
pchar
 
/
 
"/"
 
/
 
"?"
 
)

pchar
         
=
 
unreserved
 
/
 
pct-encoded
 
/
 
sub-delims
 
/
 
":"
 
/
 
"@"

pct-encoded
   
=
 
"%"
 
HEXDIG
 
HEXDIG

unreserved
    
=
 
ALPHA
 
/
 
DIGIT
 
/
 
"-"
 
/
 
"."
 
/
 
"_"
 
/
 
"~"

sub-delims
    
=
 
"!"
 
/
 
"$"
 
/
 
"&"
 
/
 
"'"
 
/
 
"("
 
/
 
")"
 
/
 
"*"
 
/
 
"+"
 
/
 
","
 
/
 
";"
 
/
 
"="

alphanum
      
=
 
ALPHA
 
/
 
DIGIT
  
; obsolete, usage is deprecated

```

أو في شكل مخطط نحوي ، على النحو التالي:
- المخطط الرائد ( urn: لا يميز بين الأحرف الكبيرة والصغيرة.
- <NID> هو معرف مساحة الاسم، وقد يتضمن أحرفًا وأرقامًا - .
- يتبع NID السلسلة الخاصة بمساحة الاسم <NSS> ، والتي يعتمد تفسيرها على مساحة الاسم المحددة. قد يحتوي NSS على أحرف وأرقام ASCII، والعديد من علامات الترقيم والأحرف الخاصة. قد يتم تضمين أحرف ASCII و Unicode غير المسموح بها إذا تم ترميزها بنسبة مئوية .

في عام 2017، جرى تحديث الصيغة النحوية لمُعرّفات الموارد الموحدة (URNs):
- يُسمح الآن باستخدام حرف الشرطة المائلة ( / ) في NSS لتمثيل الأسماء التي تحتوي على شرطة مائلة من أنظمة غير معرف URN.
- تمت إضافة مكون q لتمكين نقل المعلمات إلى الموارد المسماة.
- تمت إضافة مكون r لتمكين نقل المعلمات إلى المحللات. ومع ذلك، تشير المواصفات المحدثة إلى أنه لا ينبغي استخدامها حتى يتم تعريف دلالاتها من خلال مزيد من التوحيد القياسي.

## مساحات الأسماء
لضمان التميّز العالمي لمساحات أسماء URN، يجب تسجيل مُعرّفاتها (NIDs) لدى هيئة تخصيص أرقام الإنترنت (IANA). ويمكن أن تكون المساحات المسجلة إما "رسمية" أو "غير رسمية". وقد كان هناك استثناء سابق من متطلب التسجيل لـ "مساحات الأسماء التجريبية"، [1] إلا أنه تم إلغاؤه لاحقًا بموجب وثيقة RFC 8141.

### رَسمِيّ
تم حتى الآن تسجيل ما يقارب ستين مُعرّفًا رسميًا لمساحات أسماء URN. هذه المساحات هي تلك التي يُتوقع أن يستفيد منها مستخدمو الإنترنت بشكل عام من خلال نشرها،  وتخضع لعدد من القيود. يجب عليها:
- لا يكون لديه رقم هوية وطني مسجل بالفعل
- لا تبدأ بـ urn-
- يجب أن يكون طوله أكثر من حرفين
- لا تبدأ بـ XY- ، حيث XY هي أي تركيبة من حرفين ASCII
- لا تبدأ بـ x- (انظر "مساحات الأسماء التجريبية"، أدناه)

### غير رسمي
تُسجّل "مساحات الأسماء غير الرسمية" لدى هيئة تخصيص أرقام الإنترنت (IANA) ويُخصّص لها تسلسل رقمي (تختاره IANA بناءً على أولوية الطلب) كمعرّف، وذلك  بالتنسيق
"urn-" ⟨number⟩
المساحات غير الرسمية" هي مساحات أسماء URN كاملة الأهلية ويمكن تسجيلها في خدمات التسجيل العالمية المتاحة. 

### تجريبي
تم في السابق، كانت "مساحات الأسماء التجريبية" مُستثناة من متطلبات التسجيل. ومع ذلك، بعد إيقاف استخدام البادئة "X-" لأسماء المعرفات الجديدة،  ألغت وثيقة RFC 8141 مساحات أسماء URN التجريبية، مشيرةً إلى تفضيل استخدام مساحة اسم urn:example عند الحاجة 

### الاستشهادات
1. 1 2 3 4 5 6  RFC 8141 (2017).
2. ↑  RFC 1737 (1994).
3. 1 2  RFC 3986 (2005).
4. 1 2  W3C/IETF (2001).
5. ↑  RFC 6920 (2013).
6. ↑  RFC 8141, section 2 (2017).
7. 1 2  RFC 3406 (2002).
8. ↑  RFC 6648 (2012).
9. ↑  RFC 6963 (2013).

## روابط خارجية
- سجل IANA الرسمي لمساحات أسماء URN
- مجموعة عمل أسماء الموارد الموحدة في IETF
- أسماء المصادر الموحدة والاستشهادات الببليوغرافية في تأليف الويب
- يُوصَف مثال لمحلل URN على جانب الخادم فيRFC 2169 .